# نازیسم و سینما
نازیسم از سینما در طول تاریخش استفاده‌ای گسترده کرد. گرچه سینما تکنولوژی نسبتاً نوظهوری بود، حزب نازی سریعاً پس از رسیدن به قدرت در آلمان دپارتمان فیلم تأسیس کرد. هم آدولف هیتلر و هم وزیر پروپاگاندای او، یوزف گوبلز، فیلم‌های بسیار نازی‌ها را برای ترویج ایدئولوژی این حزب و نشان دادن تأثیرشان در این هنر رو به رشد که هیتلر شخصاً مجذوب آن بود، استفاده می‌کردند.

## کتابشناسی
- Niven, Bill (2018). Hitler and Film: The Führer's Hidden Passion. Yale University Press. ISBN 9780300200362.